# Hirosue Riku
Hirosue Riku (廣末 陸 Hirosue Riku, sinh ngày 6 tháng 7 năm 1998) là một cầu thủ bóng đá người Nhật Bản. Anh thi đấu cho FC Tokyo.

## Sự nghiệp
Hirosue Riku gia nhập câu lạc bộ tại J1 League FC Tokyo năm 2017.